# هانا سميث (معمرة)
هانا سميث (بالإنجليزية: Hannah Smith)‏ (7 يناير 1856 - 10 يناير 1966) ولدت في سالفورد، إنجلترا وعاشت لتصبح معمرة بريطانية وأكبر شخص على قيد الحياة المعترف بها في العالم.
انهارت سميث في عيد ميلادها ال110، وتوفيت بعد ثلاثة أيام في ودهاوس، شيفيلد. كانت سميث تدخن قبل خمس سنوات قبل وفاتها. عاشت سميث جزءا كبيرا من حياتها في تشيسترفيلد وكان تعمل محاضرة وخياطة سابقا.